# Ambano
Ambano is een plaats en commune in het centrum van Madagaskar, behorend tot het district Antsirabe II, dat gelegen is in de regio Vakinankaratra. Tijdens een volkstelling in 2001 telde de plaats 31.508 inwoners.
De plaats biedt naast lager onderwijs ook middelbaar onderwijs aan. 95 % van de bevolking werkt als landbouwer en 5 % houdt zich bezig met veeteelt. De belangrijkste landbouwproducten zijn groenten en fruit; andere belangrijke producten zijn  citrusvruchten en aardappelen. 